# Londontowne (Maryland)
Londontowne is een plaats (census-designated place) in de Amerikaanse staat Maryland.

## Demografie
Bij de volkstelling in 2000 werd het aantal inwoners vastgesteld op 7595.

## Geografie
Volgens het United States Census Bureau beslaat de plaats een oppervlakte van
9,8 km², waarvan 7,8 km² land en 2,0 km² water.

## Plaatsen in de nabije omgeving
De onderstaande figuur toont nabijgelegen plaatsen in een straal van 8 km rond Londontowne.